# Electrólisis de alta temperatura

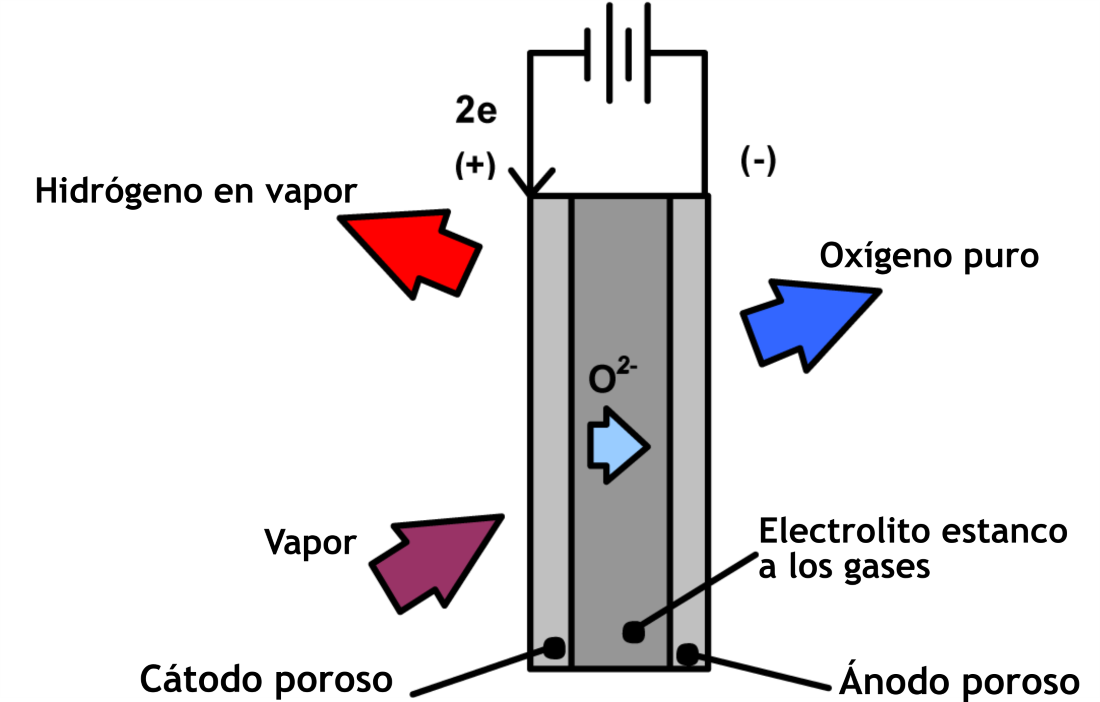
Esquema de electrólisis a alta temperatura.

La electrólisis de alta temperatura (también llamada HTE, electrólisis de vapor o HTSE ) es una tecnología de producción de hidrógeno a partir de agua a altas temperaturas.

## Eficiencia
La electrólisis a alta temperatura es más eficiente económicamente que la electrólisis tradicional a temperatura ambiente porque parte de la energía se suministra en forma de calor, que es más barato que la electricidad, y también porque la reacción de electrólisis es más eficiente a temperaturas más altas. De hecho, a 2.500 °C no es necesario el aporte eléctrico porque el agua se descompone en hidrógeno y oxígeno por termólisis. Estas temperaturas son poco prácticas; los sistemas HTE propuestos funcionan entre 100 °C y 850 °C.
Si se supone que la electricidad utilizada procede de un motor térmico, se necesitan 141,86 megajulios (MJ) de energía térmica para producir un kg de hidrógeno, para el propio proceso HTE y para la electricidad necesaria. A 100 °C, se necesitan 350 MJ de energía térmica (41% de eficiencia). A 850 °C, se necesitan 225 MJ (64% de eficiencia). Por encima de 850 °C, se empieza a sobrepasar la capacidad de los aceros al cromo estándar para resistir la corrosión, y ya no es fácil diseñar y poner en marcha un proceso químico a escala industrial para que funcione a un punto de temperatura tan alto.

## Materiales
La selección de los materiales para los electrodos y el electrolito en una célula electrolizadora de óxido sólido es fundamental. Una opción que se está investigando para el proceso utilizó electrolitos de zirconio estabilizado con itrio (YSZ), electrodos de vapor/hidrógeno de níquel (Ni)-cermet y electrodos de oxígeno mixtos de óxido de lantano (La2O3), estroncio y cobalto.

## Potencial económico
Incluso con HTE, la electrólisis es una forma bastante ineficiente de almacenar energía.  Tanto en el proceso de electrólisis como en la conversión del hidrógeno resultante en energía se producen importantes pérdidas de energía.
Con los precios actuales de los hidrocarburos, la HTE no puede competir con el reformado con vapor de gas natural, la gasificación de coque o la pirólisis de hidrocarburos como fuente económica de hidrógeno, si bien todas estas técnicas producen dióxido de carbono como subproducto.
La HTE es interesante como vía más eficiente para la producción de hidrógeno "verde", que se utilizará como combustible neutro en carbono y almacenamiento general de energía. Puede resultar rentable si se utilizan fuentes de calor baratas no fósiles (energía solar de concentración, nuclear, geotérmica, calor residual) junto con fuentes de electricidad no fósiles (solar, eólica, oceánica, nuclear, etc.).
Todas las fuentes posibles de calor barato a alta temperatura para la HTE son no químicas: reactores nucleares, colectores solares térmicos de concentración y fuentes geotérmicas. La HTE se ha demostrado en un laboratorio a 108 kilojulios (eléctricos) por gramo de hidrógeno producido, pero no a escala comercial.

### Alternativas
Se sabe que hay cientos de ciclos termoquímicos que convierten directamente el calor en hidrógeno del agua. Por ejemplo, el ciclo termoquímico de azufre-yodo . Dado que el paso de generación de electricidad tiene una eficiencia bastante baja y se elimina, la producción termoquímica podría alcanzar eficiencias más altas que la HTE. Sin embargo, la producción termoquímica a gran escala requerirá avances significativos en materiales que puedan soportar entornos altamente corrosivos, de alta temperatura y alta presión.

## ISRU en Marte
La electrólisis a alta temperatura con celdas electrolizadoras de óxido sólido se utilizó para producir 5,37 gramos de oxígeno por hora en Marte a partir del dióxido de carbono atmosférico para el experimento Mars Oxygen ISRU en el rover Perseverance Mars 2020 de la NASA, utilizando dispositivos de electrólisis de zirconia.